# Caridina lumilympha
Caridina lumilympha is een garnalensoort uit de familie van de Atyidae. De wetenschappelijke naam van de soort is voor het eerst geldig gepubliceerd in 2010 door Richard & Clark.